# Quora
Quora je americký web, který umožňuje uživatelům pokládat a odpovídat na otázky. Vlastnická společnost Quora Inc sídlí v kalifornském Mountain View.
Společnost byla založena v červnu 2009 a web byl veřejnosti zpřístupněn 21. června 2010. Uživatelé mohou spolupracovat úpravou otázek a navrhováním úprav odpovědí, které předložili jiní uživatelé.
Web navštíví každý den přes 300 milionů uživatelů.

## Historie

### Založení a pojmenování (2009)
Společnost Quora Inc byla v červnu 2009 založena bývalými zaměstnanci Facebooku Adamem D'Angelem a Charliem Cheeverem.  V odpovědi na dotaz z roku 2011 „Jak Adam D'Angelo a Charlie Cheever přišli na jméno Quora?“ Cheever odpověděl: „Strávili jsme několik hodin brainstormingem a zapisováním všech nápadů, které nás napadly. Po konzultaci s přáteli a vyloučení názvů, které se nám nelíbily, jsme to zúžili na 5 nebo 6 finalistů a nakonec jsme zvolili Quoru.“ Cheever dále uvedl: „Nejbližší konkurencí, kterou Quora měla, byl Quiver.“

### Počáteční růst (2010 - 2013)
V březnu 2010 byla společnost oceněna na 86 milionů dolarů. Web byl poprvé zpřístupněn veřejnosti 21. června 2010 a byla oceněn za své rozhraní a za kvalitu odpovědí napsaných uživateli, z nichž mnozí byli uznáváni jako odborníci ve svých oborech. Uživatelská základna se rychle rozrůstala a koncem prosince 2010 zaznamenával web občas počet návštěvníků pětkrát až desetkrát vyšší než jaké bylo obvyklé zatížení. Do roku 2018 společnost Quora nezobrazovala reklamy, protože „... reklamy mohou být pro uživatelský dojem často negativní. Nikdo nemá rád bannerové reklamy, reklamy od pochybných společností ani reklamy, které nejsou relevantní pro jejich potřeby.“
V červnu 2011 Quora Inc předělala navigaci a použitelnost stránky. Adam D'Angelo přiroval předělanou Quoru k Wikipedii a řekl, že změny na webu byly provedeny na základě toho, co fungovalo a co ne. V září 2012 sestoupil Charlie Cheever na roli poradce. D'Angelo si stále udržoval vysokou úroveň kontroly nad společností..
V lednu 2013 Quora zveřejnila bloggovací platformu, čímž uživatelům umožnila zveřejnit obsah nesouvisející s otázkami a odpověďmi. V květnu 2013 bylo oznámeno, že statistiky o využití stránky se oproti květnu 2012 ztrojnásobily.

### Pokračující růst a nové funkce (2014 - 2017)

#### Organizace v roce 2014
Quora se vyvíjela v „organizovanější Yahoo Answers, elegantní Reddit a WIkipedii s názory“ a stávala se populární v technologických kruzích.  V dubnu 2014 získala společnost od Tiger Global 80 milionů dolarů a byla oceněna na 900 milionů.

#### Akvizice Parlio
V březnu 2016 získala Quora online komunitní web Parlio.

#### Omezené zavádění reklam
V dubnu 2016 zahájila společnost zavádět reklamy na web. Nejdříve se na webu nacházely jen reklamy od společností Uber, Lever, Sunrun a Wealthfront, ale v následujících letech se seznam rozrůstal. V příštích několika letech začal web postupně zobrazovat více reklam, ale stále usiloval o omezení počtu reklam a udržení relevantních reklam, které uživatelé viděli.

#### Spuštění vícejazyčných verzí
V říjnu 2016 spustila Quora pro veřejnost španělskou verzi svých webu. Počátkem roku 2017 byla oznámena beta verze francouzské verze Quory a v květnu stejného roku byly představeny beta verze v němčině a italštině. V září 2017 byla spuštěna beta verze v japonštině.  V dubnu 2018 byly spuštěny beta verze v hindštině, portugalštině a indonéštině. V září 2018 společnost Quora oznámila další verze v bengálštině, maráthštině, tamilštině, 

#### Změny anonymity (2017)
9. února 2017 oznámila společnost změny funkce anonymity a odpojila anonymní otázky a možnost jejich úpravy od účtů. Při anonymním dotazu nebo odpovědi se dříve vygeneroval anonymní odkaz, s jehož pomocí šlo otázku nebo odpověď v budoucnu upravit. V současnosti není anonymní komentování a přepínání statusu mezi anonymním a veřejným možné. Tyto změny vstoupily v platnost 20. března 2017. Uživatelé si do té doby mohli vyžádat seznam odkazů na úpravy svých stávajících anonymních otázek a odpovědí.

### Další růst a únik dat (2018 - 2019)

#### Růst
V září 2018 společnost oznámila, že každý měsíc web navštěvuje až 300 milionů unikátních návštěvníků.  Navzdory velkému počtu registrovaných uživatelů neměla ale Quora stejnou úroveň dominance jako např. Twitter, který v té době měl zhruba 326 milionů registrovaných uživatelů. Důvodem mohl být fakt, že velký počet registrovaných uživatelů na webu jej pravidelně nepoužíval a mnozí ani nevěděli, že mají účty, protože je buď vytvořili nevědomky prostřednictvím jiných sociálních médií, nebo je vytvořili je před lety a zapomněli na ně. Quora používá vyskakovací okna a vsunuté reklamy, aby přinutila uživatele k přihlášení nebo registraci.

#### Únik dat
V prosinci 2018 Quora oznámila, že byl objeven únik dat ovlivňující přibližně 100 milionů uživatelských účtů. Mezi napadené informace patřila jména uživatelů, e-mailové adresy, šifrovaná hesla, data ze sociálních sítí, jako je Facebook a Twitter, pokud se je lidé rozhodli propojit se svými účty Quora, otázky, na které se zeptali, a odpovědi, které napsali. Adam D'Angelo uvedl: „Drtivá většina obsahu, který byl zpřístupněn, byla již na Quoře veřejná, ale kompromitace účtu a dalších soukromých informací je vážná.“

#### Další jazyky
V prosinci 2019 společnost Quora oznámila, že otevře svou první mezinárodní inženýrskou kancelář ve Vancouveru, která se bude zabývat strojovým učením a dalšími inženýrskými projekty. Téhož měsíce zveřejnila Quora arabskou, gudžarátskou, hebrejskou, kannadskou, malajalamskou a telugskou verzi.

### 2020
Společnost v lednu 2020 propustila ze sanfranciských a newyorských kanceláří nezveřejněné množství zaměstnanců. Důvodem bylo udržení stabilní finanční situace.
V červnu stejného roku oznámil Adam D'Angelo, že společnost permanentě povolila práci na dálku.

### 2021
19. května 2021 povolila společnost uživatelům použít pseudonymy místo skutečných jmen. 5. srpna umožnila svým uživatelům monetizovat vlastní obsah. Také spustila placenou službu Quora+, která za 5 dolarů měsíčně (nebo 50 ročně) umožní odebíratelům číst jakýkoliv obsah, který se jeho autor rozhodl umístit za paywall.

## Funkce

### Pravidla pro uživatelské jméno
Quora vyžaduje, aby se uživatelé místo internetového pseudonymu (přezdívka) zaregistrovali v úplné podobě svých skutečných jmen. Ačkoli není ověření jména vyžadováno, komunita může nahlásit nepravdivá jména. To bylo provedeno s zjevným záměrem přidat důvěryhodnost odpovědí. Uživatelé s určitou aktivitou na webu mají možnost psát své odpovědi anonymně, ale ne ve výchozím nastavení.
Quora umožňuje uživatelům vytvářet uživatelské profily s viditelnými skutečnými jmény, fotografiemi, statistikami používání stránek atd., které mohou uživatelé nastavit jako soukromé. V srpnu 2012 blogger Ivan Kirigin poukázal na to, že jeho činnost mohou vidět známí a sledující, včetně toho, na jaké otázky se podíval.  V reakci na to Quora později v tom měsíci přestal zobrazovat zobrazení otázek ve zdrojích.

### Doporučené otázky
Quora vyvinula vlastní proprietární algoritmus pro pořadím odpovědí, které funguje podobně jako Google PageRank.  Quora používá technologii Amazon Elastic Compute Cloud k hostování serverů, které provozují její webové stránky. 

### Moderování Obsahu
Quora podporuje různé funkce pro moderování obsahu zveřejňovaného uživateli. Většinu moderování obsahu provádějí uživatelé, mohou však také zasahovat zaměstnanci.
Hlasovat pro a proti
Uživatelé mohou hodnotit odpovědi podle toho, jak relevantní nebo užitečné pro ně byly odpovědi. Tato funkce má pomoci udržovat kvalitu obsahu zveřejněného online. Čím více hlasů obdrží odpověď, tím vyšší je hodnocení a zobrazí se nad vyhledáváními souvisejícími s otázkou. Pokud je odpověď špatně hodnocena, je „sbalena“ a nebude se zobrazovat ve zdrojích lidí.
Nahlásit odpověď
Uživatelé mohou hlásit plagiát, obtěžování, spam, nesprávné články atd. Účelem je udržet podprůměrný obsah pod kontrolou.
Navrhnout úpravy
Uživatelé navrhují změny odpovědi. Navrhované změny jsou viditelné pro autora odpovědi, který je může buď schválit (a publikovat), nebo odmítnout.
Upravit otázku a zdroj
Uživatelé mohou otázku přímo upravit. Tyto změny jsou kontrolovány aplikací Quora Moderation, která je může vrátit, pokud jsou považovány za nekonstruktivní.

### Program nejlepších autorů
V listopadu 2012 představila společnost Quora program nejlepších autorů jako způsob, jak rozpoznat jednotlivce, kteří na web přispěli obzvláště hodnotným obsahem, a povzbudit je, aby pokračovali. Každý rok bylo vybráno asi 150 autorů. Nejlepší uživatelé byli pozváni na příležitostné exkluzivní akce a dostávali dárky, jako jsou značkové oděvní předměty a knihy.

### Partnerský program
V dubnu 2018 představila společnost Quora program, který nabízí pobídky uživatelům, kteří kladou otázky.  Členové programu, kteří jsou vybíráni pouze na pozvání, jsou placeni prostřednictvím Stripe nebo PayPal na základě zapojení uživatelů a příjmů z reklamy generovaných otázkami. Podle častých dotazů k Partnerskému programu „Otázky jsou kompenzovány na základě zapojení uživatelů a výnosů z reklamy, které generují. Po položení otázky na ní vyděláte peníze po dobu 1 roku.“ 
Tento program byl kritizován některými uživateli členů, kteří mají pocit, že finanční pobídka vedla k hromadnému zveřejňování otázek nižší kvality, které narušily původní koncept webu. Zakladatel Adam D'Angelo se pokusil řešit některé z těchto kritik. 

### Prostory
V listopadu 2018 ukončila společnost Quora podporu uživatelských blogů a představila novou funkci nazvanou „Spaces“.  Prostory jsou společenství podobně smýšlejících lidí, kde uživatelé mohou diskutovat a sdílet obsah související s tématem nebo předmětem.
Prostor je stránka Quora, která má správce, moderátory, přispěvatele a sledující. Prostor kontrolují správci. Moderátoři mohou přidávat nebo mazat obsah a schvalovat nebo odmítat příspěvky do prostoru. Přispěvatelé mohou přidávat obsah, jako jsou příspěvky, odkazy na externí webové stránky nebo otázky a odpovědi Quora. Jakmile prostor získá určitý počet sledujících, Quora umožňuje správci prostoru přidat vlastní adresu URL , počínaje „q /“.
V červnu 2020 společnost Quora oznámila, že majitelé prostor v několika způsobilých zemích budou moci získat podíl z příjmů z reklam zobrazovaných v jejich prostorách. 